# Julio Mario Luqui-Lagleyze
Julio Mario Luqui-Lagleyze (Buenos Aires, 1959) es profesor en historia; graduado en 1982, especializado en Historia y Museología Militar y Naval Hispanoamericana y Doctor en Historia en la Universidad Católica Argentina, donde expuso una tesis sobre Sociedades Secretas en la Independencia argentina el 8 de septiembre de 2014, en el edificio San Alberto Magno de dicha institución.

## Especializaciones
Historia argentina y americana.
Historia militar hispanoamericana.
Historia y Museología del patrimonio marítimo Hispanoamericano.
Obtuvo en  el año 2004 el Primer Premio “Ejército 2004” en la modalidad de investigación en humanidades, otorgado por el ministerio de Defensa de España por su trabajo inédito: “Por el rey, la Fe y la Patria” referido a las fuerzas militares realistas en la Guerra de Independencia de América del Sur.

## Investigación y docencia
Su labor de investigación lo llevó a recorrer archivos y museos por toda América y España, sacando a la luz documentos históricos olvidados que le han permitido realizar grandes aportes a la historia militar sudamericana. Se destacada su labor en archivos y museos de Argentina, Chile, Bolivia, Ecuador, España, México, Uruguay y Venezuela que le han permitido crear una colección documental sin precedentes en la uniformología hispanoamericana.
Su tarea docente lo ha llevado a ocupar distintas cátedras a la largo de los últimos años:
- Docente superior titular de la Armada Argentina, se desempeña como asesor de la División Investigaciones Históricas del Departamento Estudios Históricos Navales desde el año 1989.
- Jefe del Departamento de Investigaciones Históricas de la Dirección de Estudios Históricos de la Fuerza Aérea Argentina desde 1983 a 1988
- Regente a Cargo de la Dirección de la Escuela Nacional de Museología de Buenos Aires, dependiente de la Comisión Nacional de Museos y de Monumentos y Lugares Históricos desde 1992 a 1994.
- Ha sido además profesor de varias cátedras de esa Escuela desde 1983 a 1994 y ha formado doce promociones de museólogos, muchos de los cuales desempeñan funciones directivas y especializadas en museos del país y del extranjero.

En su especialidad ha sido asesor de los siguientes museos, donde  ha catalogado y clasificado colecciones, en especial las uniformológicas, militares, navales y marítimas, dictado conferencias y cursos, capacitado al personal técnico museológico y asesorado en el montaje de salas de exposición:
- Museo Aeronáutico del Perú, 1985.
- Museo de Armas de la Nación, 1986-1992.
- Museo Histórico Nacional – 1987/88.
- Museo de la Aviación de Ejército, 1987. (Nombrado Miembro Honorario de la Aviación de Ejército por su colaboración).
- Complejo Museográfico Enrique Udaondo de la ciudad de Luján  1993-1994. Montaje de una sala especial de las armas y uniformes en la historia argentina.
- Museo de la Patagonia, San Carlos de Bariloche. 1994. Contratado por la Administración de Parques Nacionales para la clasificación de piezas históricas militares.

En reconocimiento a su gran contribución como investigador ha participado en numerosos documentales televisados sobre historia militar. Entre otras:
Las Batallas de San Martín (Cap. 1 de 6) - El Combate De San Lorenzo
Las Batallas de San Martín (Cap. 2 de 6) - El Cruce De Los Andes
Su labor de investigador lo llevó a realizar su tarea en Archivos y Museos hispanoamericanos realizado trabajos de asesoramento en muchos de ellos, los cuales se citan a continuación:
Argentina
Complejo Museográfico Enrique Udaondo 
Museo Histórico Nacional 
Museo Histórico Regional de Jujuy y Archivo Histórico Provincial de Jujuy
Museo Histórico Municipal de Rosario “Dr. Julio Marc”.
Museo de Armas de la Nación 
Museo de la Aviación de Ejército
Museo de la Patagonia
Museo del Pasado Cuyano – Mendoza.
Bolivia
Archivo Histórico de Potosí
Museo de la Casa de Moneda de Potosí.
Chile
Archivo General de la Nación - Santiago
Museo Histórico Nacional  - Santiago
Museo Nacional de Bellas Artes – Santiago
Ecuador
Archivo Nacional del Ecuador, Quito.
Casa de la Cultura Ecuatoriana, Quito.
Museo Gijón Caamaño de la Universidad Católica del Ecuador, Quito.
España
Archivo del Palacio Real de Madrid
Archivo del Servicio Histórico Militar, Madrid
Archivo Militar del Alcázar de Segovia
Museo del Ejército de Madrid.
Museo Naval de Madrid.
México
Archivo General de la Nación – México DF
Museo Histórico Nacional del Castillo de Chapultepec – México DF.
Museo Nacional de Antropología y Arqueología –México DF.
Perú
Archivo General de la Nación – Lima.
Archivo Histórico Militar del Perú – Lima
Archivo de la Marina del Perú – Callao
Museo Aeronáutico del Perú
Museo Nacional  de Historia –Lima.
Museo Nacional de Arte – Lima.
Museo Nacional de Antropología - Lima
Museo Histórico Militar del Real Felipe.
Museo Naval del Callao.
Archivo Histórico del Cuzco
Museo Histórico Regional  del Cuzco
Museo de Arte Hispanoamericano del Cuzco.
Uruguay
Archivo General de la Nación – Montevideo
Museo Histórico Nacional – Montevideo.
Museo Romántico de Montevideo
Venezuela
Archivo General de la Nación – Caracas.
Academia Nacional de la Historia - Caracas
Museo Bolivariano – Caracas
Museo Casa Natal de Bolívar – Caracas
Museo de Arte Contemporáneo – Caracas
Museo de Bellas Artes - Galería Nacional  Caracas
Museo Casa de Paez – Valencia
Museo de la Fortaleza de Pampatar - Isla de Margarita.

## Instituciones a las que pertenece
- Exintegrante del cuerpo científico de la Fundación ALBENGA para la Preservación del Patrimonio cultural Subacuático y es codirector de varios de los proyectos de investigación  llevados a cabo en varios lugares del país desde el año 1993 al 2000.[2]
- Miembro de Número Académico del Instituto Nacional Sanmartiniano de la República Argentina desde 1996.
- Miembro del grupo de Historia Militar de la Academia Nacional de la Historia desde 1994.
- Es Miembro de Número y ha sido Secretario General del Instituto Nacional Browniano de la República Argentina.
- Es Fundador y Miembro de la Comité Argentino de Historia Militar, filial de la Comisión Internacional de Historia Militar con sede en Berna -Suiza-.
- Es Miembro de Número del Instituto de Historia Militar Argentina del Ejército Argentino, desde 2010.
- Miembro fundador y del consejo de administración de la FUNDACIÓN HISTARMAR, 2010.
- Es Miembro Fundador, de Número(MN) y Correspondiente(MC) de los siguientes Institutos y Comisiones argentinas y americanas:
- Academia de  Estudios Históricos del Partido de Vicente López, 1986
- Instituto Argentino de Historia Militar -  Fundador - 1989.
- Instituto de Estudios Históricos  Aeroespaciales del Perú - MC - 1985
- Instituto de Estudios Históricos Aeronáuticos de Chile - MC - 1987.
- Instituto de Historia Aeronáutica y Espacial del Uruguay. - MC -1987.
- Centro de Estudios Históricos Militares del  Perú - MC 1994.
- Instituto Sanmartiniano del Perú – MC 1998
- Instituto Bonaerense de Numismática y Antigüedades - MN 1996
- Sociedad Argentina de Historiadores – MN 1986
- Unión de Cóndores de las Américas – Diploma de Honor 1993.

## Publicaciones
01 - La Guerra de las Malvinas (I) Ejércitos.
Ediciones Oplos, Cuadernos de Historia Militar, Buenos Aires 1990.
02 - El Ejército Realista en la Guerra de Independencia.
Instituto Nacional Sanmartiniano, Buenos Aires  1995.
Declarado de interés regional por el Ministerio de Educación de la Provincia de Santa Fe.
03 - La Fragata Libertad, Embajadora Argentina en los mares del Mundo
Ed. Manrique Zago, Bs. As. 1995. Coautor.
04 - Los Cuerpos Militares en la Historia Argentina 1550 – 1950
Instituto Nacional Sanmartiniano, Bs.As. 1995.
Basado en investigación inédita realizada en Archivos y Museos del país, por lo que efectuó un relevamiento completo de las  colecciones del  Museo Histórico  Nacional cuyos datos se volcaron en el texto.
05 - Manuel Belgrano, Los Ideales de la Patria
Ed. Manrique Zago, Buenos Aires 1995. Coautor.
06 - Historia y Campañas del Ejército Realista 1810-1820
Instituto Nacional Sanmartiniano Buenos Aires 1997.
07 - La Logia militar Realista y la Independencia del Perú
Conferencia de incorporación académica publicada como folleto, edición del autor y del Instituto Nacional Sanmartiniano, 1997
08 - Los Realistas, 1810 1826
Ed. Quirón, Valladolid (España) 1998
09 - José de San Martín Libertador de América
Ed. Manrique Zago, 3.ª edición 1998. (coautor)
10 - Los Edecanes del Presidente
Edivern 2000, para la Casa Militar de la Presidencia de la Nación.
11 - Historia del Regimiento de Infantería N° 1 “Patricios”
colaborador en una parte especial sobre los uniformes y las banderas  históricas del regimiento.  Edivern 2001.
12 - Por el Rey la Fe y la Patria (1º Premio Ejército 2004)
Publicaciones de Defensa – Madrid 2006.
13 - Las Batallas de San Martín
6 DVD y libros, Diario Clarín 2007/2008.
14/ 17 - Grandes Batallas de la Historia (colección 20 títulos)
codirector de la colección y autor de 4 libros. Berlín 1945, Trafalgar, Ayacucho, Cartagena de Indias, Editorial Planeta Argentina, salidos en los años 2007 y 2008.
18 - La ruta de la Libertad –camino de los Patos, San Juan
Ed. GMLTV, 2010.
19 - Historia de los Uniformes Navales Argentinos, ARA
DEHN, Buenos Aires. 2010.
20 – Revolución en el Plata –protagonistas de mayo de 1810
Academia Nacional de la Historia – Emecé, Buenos Aires 2010. coautor.
21 - Grandes Biografías de los 200 años
colección de 12 libros y 12 DVD, Clarín 2010, asesor histórico, iconográfico y general de la colección, con tareas de revisión de guiones, textos e imágenes.
22 - Grandes Batallas Argentinas - 12 fascículos, Diario Clarín, 2012
En coautoría con el Dr. Miguel Ángel De Marco
23 - Guerra de la Independencia, una nueva visión
Academia Nacional de la Historia – Emecé, Buenos Aires 2013 - Coautor.
24 - Regimiento de Granaderos a Caballo - 1812-2018
Ed. El Húsar - Buenos Aires, Argentina 2018 - Coautor.
25 - Las Batallas de San Martín
Ed. UNSJ - San Juan, Argentina 2019
26 - El Ejército Realista en la campaña de Cancha Rayada y Maipú - Chile 1818
Ed. El Húsar - Buenos Aires, Argentina 2019
27 - Banderas Militares Argentinas - Época Hispánica, S XVIII a 1810
Ed. El Húsar - Buenos Aires, Argentina 2019
28 - El ejército del Norte, de Suipacha a la sublevación de Arequito - 1810 a 1820
Ed. El Húsar - Buenos Aires, Argentina 2020
29 - La Gobernación y Virreynato del Río de la Plata -1700 a 1805
Ed. El Húsar - Buenos Aires, Argentina 2021
30 - La Expedición Libertadora al Perú y el Protectorado de San Martín - 1819 a 1822
Ed. El Húsar - Buenos Aires, Argentina 2022
31 - Banderas Militares Argentinas - 1810 a 1828
Ed. El Húsar - Buenos Aires, Argentina 2022
32 - Los Regimientos de San Martín 1812-1826
Ed. El Húsar - Buenos Aires, Argentina 2022
33 - La primera invasión inglesa a Buenos Aires y otras operaciones británicas en el Atlántico Sur - 1805 a 1806
Ed. Del Húsar - Buenos Aires, Argentina 2023
34 - El ejército republicano en la guerra con el imperio del Brasil 1825-1828
Ed. Del Húsar - Buenos Aires, Argentina 2023
35 - El ejército Unido Libertador en la campaña de Junín y Ayacucho 1823-1825
Ed. Del Húsar - Buenos Aires, Argentina 2024
36 - Caballeros Racionales - De Cádiz a Punchauca
Ed. Del Húsar - Buenos Aires, Argentina 2025